# Reiner Grundmann
Reiner Grundmann (* 29. September 1955 bei Freudenstadt) ist ein deutscher Soziologe und emeritierter Professor an der University of Nottingham. Seine Bücher und Veröffentlichungen über marxistische Positionen bei Umweltthemen, zur transnationalen Umweltpolitik und ebenso zur Rolle von Expertise und Experten in der Politik haben weltweites Interesse hervorgerufen. Grundmann hat Schriften von Werner Sombart im englischen Sprachraum neu herausgegeben. Er gehört in der Kontroverse um die globale Erwärmung zu den Autoren des Hartwell-Papiers, welches eine Neuorientierung der Klimapolitik nach 2009 fordert.

## Leben und Werk
Grundmann machte am Schelztor-Gymnasium in Esslingen Abitur und studierte an der FU Berlin. Seine Promotion schloss er 1989 am Europäischen Hochschulinstitut in Florenz ab. In seiner Habilitation, die er an der Universität Bielefeld bei Peter Weingart ablegte, verglich er die transnationalen Umweltpolitiken zum Ozonloch mit der zum Klimawandel. Grundmann arbeitete am Wissenschaftszentrum Berlin, an der Universität Bremen und am Max-Planck-Institut für Gesellschaftsforschung in Köln. Seit 1997 lebt und arbeitet er in Großbritannien, erst an der Aston University und seit 2012 an der University of Nottingham.
Seine 1991 veröffentlichte Doktorarbeit beschäftigte sich mit der marxistischen Sicht auf Umweltthemen und was an den marxistischen Ansätzen bei aktuellen Problemen nachhaltig anzuwenden sei. Durchaus zur Überraschung von Zeitgenossen und marxistischen Denkern wie Ted Benton sah Grundmann Marx’ Begriff der Beherrschung der Natur als nach wie vor deutungsmächtig an. Die Arbeit wird bis in die Gegenwart rezipiert und ist unter anderem in China und Südkorea von aktuellem Interesse.
Zusammen mit Nico Stehr machte er Schriften Werner Sombarts im englischen Sprachraum neu zugänglich und arbeitete zur Nachhaltigkeit im Stadtraum, zur grenzüberschreitenden Öffentlichkeit und der Zukunft des Automobils. Bekannt wurden auch seine Monographien zur Rolle von Experten und Expertise im öffentlichen Raum. Er gehört in der Kontroverse um die globale Erwärmung zu den Autoren des Hartwell Papiers.
Auch nach seiner Emeritierung (ca. 2024/2025) bleibt er in der Wissenschaft aktiv.

## STS-Forschungsthemen
Grundmann trug zu den Science, technology and society Studies (STS) mit einigen Büchern und Studien bei. STS beschäftigt sich mit dem Verhältnis wissenschaftlicher Experten zu den Themen Technologie, Politik und Gesellschaft. Er identifiziert sich mit Roger A. Pielke juniors Modell des ehrlichen Maklers (Honest Broker) und hat mit Pielke und unter anderen mit Hans von Storch 2011 Vorschläge und Erfahrungsberichte zu dessen praktischer Umsetzung beim Klimawandel auf regionaler Ebene veröffentlicht.
Das sogenannte lineare Modell eines direkten Zusammenhangs von Forschung und politischem Handeln (nach dem Motto, je sicherer der Stand der Wissenschaft, desto besser ist die politische Regulierung eines Problems) lehnt er wie andere STS-Spezialisten ab. Im Gegenteil, beim Waldsterben, der Tabakregulierung wie Genfood oder dem Ozonloch seien kulturelle, ökonomische und politische Präferenzen wichtiger als der jeweilige Stand der wissenschaftlichen Erkenntnis. Beim Klimawandel betont Grundmann ebenso das Scheitern des linearen Modells, ein wissenschaftlicher Konsens werde nicht automatisch in Politik umgesetzt. Er sieht weniger die Forschung als kleine Netzwerke von einzelnen Forschern als wichtige Akteure an. Wissenschaft sei aber in der Lage, Themen in politischen Auseinandersetzungen einen subjektiven Deutungsrahmen zu verleihen. Naomi Oreskes Bestseller Merchants of Doubt rezensierte er als szientistisch: Weder Industrieinteressen noch ein Wissenschaftskonsens hätten die erfolgreiche Lösung des Ozonproblems ermöglicht oder verhindert. 2015 schloss Grundmann aus aktuellen Projekten, die Kritik aus dem STS-Umfeld habe bereits Regierungen dazu gebracht, das Management von Risikoabschätzungen stärker auf öffentliche Erwartungen abzustimmen.

### Experten und Macht der Erkenntnis
In Experten sehen Grundmann and Stehr weniger das Fachwissen von Wissenschaftlern, als deren Fähigkeit, zwischen Wissensproduktion und Wissensanwendung zu vermitteln, als zentrale Kompetenz an. Rezensionen stellten den innovativen Charakter des Forschungsansatzes heraus.
Der Band Die Macht der Erkenntnis stellt drei Fallstudien zur Rolle der wissenschaftlichen Erkenntnis in der Moderne zusammen. Grundmann und Stehr vergleichen den Keynesianismus, die Eugenikbewegung wie auch den Umgang mit dem Klimawandel. Den Erfolg von Keynes in Politik und Gesellschaft kontrastieren sie mit dem augenfälligen politischen Scheitern des mit erheblich größerer Beteiligung ganzer Forschergruppen agierenden Intergovernmental Panel on Climate Change. Er zieht eine Parallele zwischen dem starken Glauben an die Macht oder Sinnhaftigkeit einer wissenschaftsbasierten Politik beim Klimawandel wie bei der eugenischen Bewegung. Die erfolgreiche Regulierung des Ozonproblems sei effizienten transnationalen Netzwerken von Forschern zu verdanken gewesen, die sowohl auf der Darstellung des Problems (dem Zusammenhang zwischen FCKW und Schädigung der Ozonschicht) wie auch bei der Formulierung und Kommunikation von gangbaren Lösungen erfolgreich aktiv gewesen seien. NGOs seien in dem Zusammenhang eher als Trittbrettfahrer aufgetreten. In Bezug auf die Diskussion des Klimawandels attestiert er eine lange dominierende Rolle der Naturwissenschaften, die verhältnismäßig weiche wissenschaftliche Erkenntnisse mit harten politischen Zielvorstellungen verknüpft hätten. Die Soziologie habe sich – historisch bedingt – wenig mit der Umweltproblematik beschäftigt.
Grundmann sieht nach wie vor Karl Marx’ Vorstellung einer Dialektik von Natur und Arbeit bzw. Gesellschaft wie die sozialwissenschaftliche Akteur-Netzwerk-Theorie als geeignete Grundlage für eine Soziologie von Umweltthemen an.

### Medienöffentlichkeit
Grundmann erstellte im Zusammenhang mit den Jugoslawienkriegen eine vergleichende Untersuchung von Leitmedien in Deutschland, Frankreich und Großbritannien und postulierte die Existenz einer nach wie vor national fragmentierten europäischen Öffentlichkeit. Das Ergebnis wurde 2006 in einer Metastudie auf Basis von 17 ähnlichen Studien bestätigt. Eine europäische Öffentlichkeit sei erst im Entstehen, entsprechende Forschung sei noch wenig vorhanden und koordiniert, aber von großem Interesse. Solche Studien sind seitdem systematischer durchgeführt worden, insbesondere über ganz Europa betreffende Themen wie Genfood und BSE.
Grundmann sieht in der zunehmend grenzübergreifenden Synchronisation der Medienöffentlichkeit eine wichtige Voraussetzung für eine künftige europäische Identität, die wirksamer sei als entsprechende Ansätze in der Erziehung oder im Rechtssystem. Ähnliche Ansätze des Vergleichs der öffentlichen Debatte wendet er mittlerweile auch auf das Thema Klimawandel an. Länderspezifische Unterschiede seien dort nach wie vor von Belang, etwa beim unterschiedlichen Umgang mit dem Klimawandel in den USA und in Deutschland.

## Werke (Auswahl)
- mit Nico Stehr: Die Macht der Erkenntnis. Berlin 2010, ISBN 978-3-518-29590-8.
- mit Nico Stehr: Expertenwissen: Die Kultur und die Macht von Experten, Beratern und Ratgebern. Velbrueck, Frankfurt am Main 2010, ISBN 978-3-938808-82-5.
- mit Nico Stehr: Society: Critical Concepts. 4 Bände. Routledge, London 2008, ISBN 978-0-415-42656-5.
- mit Nico Stehr: Knowledge: Critical Concepts. 5 Bände. Routledge, London, 2005, ISBN 0-415-31736-3.
- mit Nico Stehr (Hrsg.): Werner Sombart. Economic Life in the Modern Age. New Brunswick, N.J./ Oxford 2005, ISBN 0-7658-0030-6.
- Transnationale Umweltpolitik zum Schutz der Ozonschicht. USA und Deutschland im Vergleich. Campus, Frankfurt am Main 1999, ISBN 3-593-36222-8.
- Marxism and Ecology. Oxford University Press, Oxford 1991, ISBN 0-19-827314-2.
- mit Nico Stehr: Society. Critical Concepts in Sociology. 4 Bände. Routledge, 2009, ISBN 978-0-415-42656-5.